# Бронтотерии
Бронтотерии (лат. Brontotherium, от др.-греч. βροντο- +θηρίον — громовой зверь) — род вымерших непарнокопытных млекопитающих, живших в позднем эоцене в Северной Америке. Известно четыре вида ископаемых млекопитающих, относимых к этому роду. Вымерли приблизительно 30 млн лет назад, не сумев приспособиться к новой пище, когда леса стали вытесняться лугами.

## Внешность

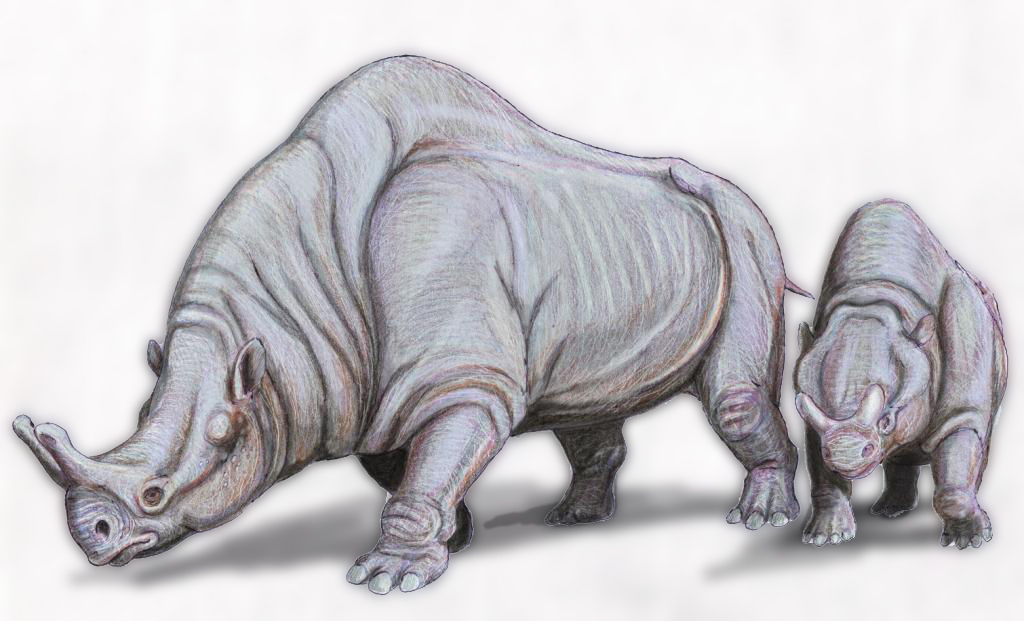
Реконструкция Megacerops coloradensis

Бронтотерии достигали высоты в плечах 2,5 м. Зубная система бронтотериев была брахиодонтной (их коренные зубы имели низкие коронки и замкнутые корни), что свидетельствует о питании относительно мягкой растительностью (листья, возможно плоды). Череп у бронтотериев был довольно массивный, но головной мозг маленький. Их голову, характеризующуюся смещёнными вперёд глазами, «украшали» грандиозные рога, образованные разросшимися носовыми костями; снаружи эти рога были покрыты кожей. У некоторых видов широкие, длинные рога разветвлялись у самого основания, у других они представляли единый вырост, раздвоенный на самом конце.

## Распространение
Множество останков бронтотериев было найдено на территории штатов Южная Дакота и Небраска. Предполагают, что места, где обитали бронтотерии, были сырыми. Озёра, окаймлённые зарослями тростников и водолюбивыми кустарниками. На суше росли обильно травы, широколиственные деревья.

## Причины вымирания
Австралийский учёный О. Абель предположил такое неожиданное решение: бронтотерии вымерли от смертоносной для некоторых зверей болезни — нагана. Её возбудителем является жгутиконосец трипаносома. А переносчиком является всем известная муха цеце. Однако такое оригинальное объяснение исчезновения бронтотериев не приемлют многие палеонтологи. Существует иная точка зрения на проблему исчезновения этих загадочных животных. Учёные считают, что изменение климата и растительности является основной причиной вымирания гиппоморфных «громовых зверей».

## Находки
В прошлом их скелеты, оказавшиеся на поверхности благодаря дождям, находили племена индейцев. Индейцы верили, что эти звери создают молнии, когда пробегают в облаках, и называли их «Громовыми зверями». Большинство найденных индейцами скелетов принадлежали зверям, погибшим во время вулканических извержений. Позвоночник бронтотерия имел длинные костяные выросты, необходимые для крепления мощных шейных мускулов.
Ближайшим родственником североамериканского бронтотерия в Старом Свете был эмболотерий, обитавший в период позднего эоцена и в олигоцене в Центральной Азии, останки которого были исследованы и описаны в 1929 году американским палеонтологом Генри Осборном.

## Влияние на культуру
- В мультфильме «Ледниковый период» фигурируют бронтотерий (мегацеропс) Фрэнк (с раздвоенным рогом) и эмболотерий Карл (с рогом в виде щита), которых ошибочно принимают за носорогов. Они глупы, мстительны и агрессивны, вместе способны потягаться с мамонтом, весь мультфильм преследуют ленивца Сида.